# Pușcașu, Mehedinți
Pușcașu este un sat în comuna Corcova din județul Mehedinți, Oltenia, România.